# Долинный (Саратовская область)
Доли́нный — посёлок в Энгельсском районе Саратовской области России. Входит в состав сельского поселения Новопушкинского муниципального образования.

## География
Находится в 10 км южнее от поселка Лощинный, трассы Р236 и станции Лебедево.

## История
В 1984 года указом Президиума ВС РСФСР посёлок 3-е отделение совхоза имени Карла Маркса переименован в Долинный.
В посёлке есть школа (филиал школы пос. им. Карла Маркса), Дом культуры.
В поселок не ходит общественный транспорт из районного центра - города Энгельса. 

Поселок Долинный Клуб

## Население
| 2002 | 2010 |
| ---- | ---- |
| 132  | ↘100 |

## Улицы
Улицы поселка Долинный
- ул. Луговая
- ул. Садовая